# 긴꼬리산악땃쥐
긴꼬리산악땃쥐(Episoriculus macrurus)는 땃쥐과에 속하는 포유류의 일종이다. 중국과 미얀마, 네팔 그리고 베트남에서 발견된다.